# Callaeum antifebrile
Callaeum antifebrile là một loài thực vật có hoa trong họ Malpighiaceae. Loài này được (Ruiz ex Griseb.) D.M.Johnson mô tả khoa học đầu tiên năm 1986.